# Bergua-Basarán
Bergua-Basarán fue un antiguo municipio de la provincia de Huesca, en Aragón en España, que se encontraba en la comarca altoaragonesa de Sobrarbe. El ayuntamiento se encontraba en la localidad de Bergua, principal población. Se extinguió como municipio en los años 1960 para incorporarse al actual municipio de Broto.

## Historia
El municipio de Bergua-Basarán se crearía al fusionarse ambos municipios, que desaparecerían como entidades autónomas, en los años 20 del siglo pasado. Comprendería un término con los núcleos de Ayerbe de Broto, Basarán, Bergua, Escartín y Otal, todos ellos en la zona de Sobrepuerto y el Valle de Otal, que sufrieron una gran despoblación en el éxodo rural de mediados del siglo XX.
Finalmente, tras perder mucha población igualmente como entidad municipal, el término de Bergua-Basarán, se incorporaría en 1962 al municipio de Broto, extinguiéndose como institución.

## Demografía
| Gráfica de evolución demográfica de Bergua Basarán entre 1930 y 1960 |
| |
| Población de derecho según los censos de población del INE Población de hecho según los censos de población del INEEntre el censo de 1930 y el anterior, aparece este municipio porque se fusionan los municipios Basarán y Bergua Entre el censo de 1970 y el anterior, este municipio desaparece porque se integra en el municipio Broto |

| --            | -- | 508 | 443 | 402 | 215 | -- | -- |
| (Fuente: INE) |    |     |     |     |     |    |    |